# 内閣危機管理監
内閣危機管理監（ないかくききかんりかん、英語: Deputy Chief Cabinet Secretary for Crisis Management）は、日本の特別職国家公務員の官職。1998年から内閣法に基づき内閣官房に置かれる。

## 所掌事務
内閣官房長官および内閣官房副長官を助け、命を受けて内閣官房の事務のうち国家安全保障局長の所掌である国防事項を除いた危機管理を統理することを職務とする。内閣官房副長官に準ずる特別職の国家公務員であり、内閣総理大臣の申し出により内閣において任免される。待遇としては国家安全保障局長と同位の大臣政務官級であり、両者は常に緊密に連携して職務に当たり、内閣官房副長官補がこれを補佐する。
かつては内閣官房に内閣安全保障・危機管理室が、総理府の内閣総理大臣官房に安全保障・危機管理室が設置され、警察庁・防衛庁とは別に政府中枢組織として国防を含めた危機管理の対応に当たっていたが、地下鉄サリン事件のような驚異的事態の発生により、内政的な危機管理の対応強化を求める世論が高まったことから、行政改革会議の提言を受けて、1998年4月に新設された。国防部分を除く危機管理対策に特化して内閣安全保障・危機管理室を指揮監督する高官として新設されたのが内閣危機管理監であり、官房副長官に準ずる地位とされている。テロやハイジャック、大規模災害など緊急事態が発生した際に、内閣として必要な初動措置を判断し、初動措置について関係省庁と迅速に総合調整することが任務とされる。ただし国防など高度な政治的判断が必要とされる事態については任務の対象外となっている。
国民の生命・安全を守るという職務の性格上、これに専念することが望ましいが、一方で治安行政に関する知識・経験等の専門性も必要なことから、内閣法では既に警察官僚等を退官して民間人になった人物を登用する場合があることを想定し、兼職の制限についての規定が設けられており、内閣総理大臣の許可があれば兼職可能である。

## 沿革
- 1998年（平成10年）4月1日 - 内閣法の一部改正により、内閣危機管理監（定数1人）が内閣官房に新設される。実際の初代内閣危機管理監の任命は同月7日。
- 1998年（平成10年）4月9日 - 内閣危機管理監の新設を受けて、内閣安全保障室が内閣安全保障・危機管理室に改称される（内閣危機管理監新設と組織改称の8日間のズレは予算成立遅延によるもの）。併せて内閣安全保障・危機管理室に危機管理総括審議官（定数1人）が新設される。
- 2001年1月6日 - 内閣法の一部改正により、内閣安全保障・危機管理室が廃止され、同室長に代わる後継職務担当として内閣官房副長官補3人のうちの1人が充てられることとなる。また、当該副長官補の事務のうち安全保障を除く危機管理部分を補佐する職として、危機管理審議官（定数1人）が設置される。

## 歴代内閣危機管理監の一覧
- 辞令のある再任は個別に記載する。
- 発令日の古い順に記載する。

| 代 | 氏名                           | 氏名     | 在任期間                        | 前職                                      |
| -- | ------------------------------ | -------- | ------------------------------- | ----------------------------------------- |
| 01 |                                | 安藤忠夫 | 1998年4月7日 - 1998年7月30日    | 警視総監 日本道路交通情報センター理事長   |
| 02 | 1998年7月31日 - 2000年4月5日   | 安藤忠夫 |                                 | 警視総監 日本道路交通情報センター理事長   |
| 03 | 2000年4月5日 - 2000年7月4日    | 安藤忠夫 |                                 | 警視総監 日本道路交通情報センター理事長   |
| 04 | 2000年7月4日 - 2001年4月1日    | 安藤忠夫 |                                 | 警視総監 日本道路交通情報センター理事長   |
| 05 |                                | 杉田和博 | 2001年4月1日 - 2001年4月26日    | 警察庁警備局長 内閣情報官                 |
| 06 | 2001年4月26日 - 2003年11月19日 | 杉田和博 |                                 | 警察庁警備局長 内閣情報官                 |
| 07 | 2003年11月19日 - 2004年1月23日 | 杉田和博 |                                 | 警察庁警備局長 内閣情報官                 |
| 08 |                                | 野田健   | 2004年1月23日 - 2005年9月21日   | 警視総監 日本道路交通情報センター理事長   |
| 09 | 2005年9月21日 - 2006年9月26日  | 野田健   |                                 | 警視総監 日本道路交通情報センター理事長   |
| 10 | 2006年9月26日 - 2007年9月26日  | 野田健   |                                 | 警視総監 日本道路交通情報センター理事長   |
| 11 | 2007年9月26日 - 2008年5月16日  | 野田健   |                                 | 警視総監 日本道路交通情報センター理事長   |
| 12 |                                | 伊藤哲朗 | 2008年5月16日 - 2008年9月24日   | 警視総監 日本道路交通情報センター理事長   |
| 13 | 2008年9月25日 - 2009年9月16日  | 伊藤哲朗 |                                 | 警視総監 日本道路交通情報センター理事長   |
| 14 | 2009年9月16日 - 2010年6月8日   | 伊藤哲朗 |                                 | 警視総監 日本道路交通情報センター理事長   |
| 15 | 2010年6月8日 - 2011年9月2日    | 伊藤哲朗 |                                 | 警視総監 日本道路交通情報センター理事長   |
| 16 | 2011年9月2日 - 2011年12月27日  | 伊藤哲朗 |                                 | 警視総監 日本道路交通情報センター理事長   |
| 17 |                                | 米村敏朗 | 2011年12月27日 - 2012年12月26日 | 警視総監                                  |
| 18 | 2012年12月26日 - 2014年2月27日 | 米村敏朗 |                                 | 警視総監                                  |
| 19 |                                | 西村泰彦 | 2014年2月28日 - 2016年9月23日   | 警視総監                                  |
| 20 |                                | 高橋清孝 | 2016年9月23日 - 2019年4月5日    | 警視総監                                  |
| 21 |                                | 沖田芳樹 | 2019年4月5日 - 2022年1月14日    | 警視総監                                  |
| 22 |                                | 村田隆   | 2022年1月14日 - 2024年4月2日    | 警察庁警備局長 駐フィンランド特命全権大使 |
| 23 |                                | 小島裕史 | 2024年4月2日 -                  | 警視総監                                  |